# Liste der Kulturdenkmale in Bönnigheim
In der Liste der Kulturdenkmale in Bönnigheim sind alle Bau- und Kunstdenkmale der Gemeinde Bönnigheim verzeichnet, die im „Verzeichnis der unbeweglichen Bau- und Kunstdenkmale und der zu prüfenden Objekte“ des Landesamts für Denkmalpflege Baden-Württemberg verzeichnet sind.
Diese Liste ist nicht rechtsverbindlich. Eine rechtsverbindliche Auskunft ist lediglich auf Anfrage bei der Unteren Denkmalschutzbehörde des Landkreises Ludwigsburg erhältlich.

## Kulturdenkmale nach Ortsteilen

### Bönnigheim
| Bild           | Bezeichnung | Lage | Datierung                  | Beschreibung | ID |
| -------------- | --- | --- | -------------------------- | --- | -- |
| Weitere Bilder | Wohnhaus | Bönnigheim, Bechergasse 10 (Karte) | Kern 17. Jh.               | Giebelständiges, zweigeschossiges Wohnhaus mit Satteldach; das Erdgeschoß massiv in Sandstein errichtet, das Obergeschoß erneuert und verputzt; im Kern 17. Jahrhundert, zurzeit umfassende Sanierung, einschließlich Dachausbau mit Gauben. Das Gebäude hat wegen seines hohen Baualters und seiner dominanten Stellung im Straßenraum hohen dokumentarischen Wert für die historische Stadtanlage Bönnigheims. Geschützt nach § 2 DSchG |    |
| Weitere Bilder | Stadtbefestigung | Bönnigheim, Bismarckstraße 3/1, 3/2, 7a, 9a, Burgstraße 24a, Gerbergasse 4, 6, 8, Im Zwinger 12, 14, 18, Karlstraße, Michaelsbergstraße 25/1, 25/2, 25/3, 25/4, 25/5, Ringstraße 16, 18, 18a, 20, 28, 30, 34, Schloßstraße 37, 37/1, 39a, 45/1, 53a, 59c |                            | Die in der 2. Hälfte des 13. Jh. (älteste Nennung 1286) errichtete Mauer verfügte bis ins 19. Jahrhundert nur über zwei Durchlässe: das Obere Tor im Norden und das Untere Tor im Süden. Zusätzlich war die Mauer durch Ecktürme verstärkt und mit inneren Wehrgängen versehen. Die Stadt wurde ab dem 19. Jh. entfestigt und die Graben- und Zwingerbereiche größtenteils überbaut. Auf Höhe der einstigen Burg und auf Höhe Bleichwiese hat sich die ursprüngliche Mauer-Graben-Situation vergleichsweise gut erhalten. Die erhaltenen Reste der Stadtbefestigung sind ein wichtiges Dokument der historischen Verteidigungstechnik und Rechtsdokument für die Stadtgeschichte, in der sich auch der vielfach übliche Umgang mit Stadtmauern widerspiegelt: die schrittweise Entfestigung im 19. Jh. und die Herausarbeitung als Identifikationsmerkmal im Zuge der Altstadtsanierung. Geschützt nach §§ 2 (Sachgesamtheit) DSchG |    |
|                | Keilstein | Bönnigheim, Bismarckstraße 13–15 (Karte) | 1845                       | Das Kulturdenkmal: ein Keilstein, bezeichnet 1845, an einem erhaltenswerten Wohnhaus. Das Doppelwohnhaus zweigeschossig, traufständig mit Satteldach, wohl in Mischbauweise mit massivem Erd- und Fachwerkobergeschoss errichtet, einfache Putzfassade mit regelmäßiger Durchfensterung und zwei Hauseingängen; errichtet wohl 1845, nachträglich leicht überformt. Der Keilstein mit der Jahreszahl 1845 ist als Hinweis auf den Beginn der Überbauung des alten östlichen Stadtgrabens von Zeugniswert für die Stadtgeschichte; das weitgehend in bauzeitlichen Formen erhaltene Doppelwohnhaus ist aus diesem Grunde ebenfalls erhaltenswert. Hinzu kommt seine städtebauliche Funktion als Kopfbau am östlichen Eingang der Kirchstraße Geschützt nach §§ 2 (Bauteil) DSchG | BW |
| Weitere Bilder | Burg | Bönnigheim, Burgplatz 2, 3 (Karte) | 1188                       | Ehemalige Burg (Nr. 3): ein Bruchsteinquaderbau mit Treppengiebel, getreppten Steinkonsolen und Maßwerkfenstern, 1188 erbaut unter Friedrich Barbarossa, 1525 teilweise zerstört; Rundturm (Nr. 2): aus Bruchsteinmauerwerk mit neuerem Aufbau, Kegeldach und Wetterfahne (1898). Die ehemalige Burg samt Rundturm ist wegen ihres hohen Alters, ihrer ehemaligen Funktion sowie als eine Keimzelle der Stadt bzw. des Viertels von hohem Zeugniswert für die Stadtgeschichte. Mit ihren Baudetails und wegen ihres markanten Standortes in der Nordwestecke der Stadtanlage besitzt sie darüber Bedeutung für die Stadtsilhouette. Geschützt nach § 28 DSchG |    |
|                | Zwei steinerne Ruhebänke, Grenzstein                                                                                        | Bönnigheim, Frauenberg (Karte) |                            | Grenzstein bezeichnet 1656 Geschützt nach § 2 DSchG |    |
|                | Ruine des Frauenklosters | Bönnigheim, Frauenberg (Karte) | 1435–46                    | Grundmauern des Chors und des Querschiffes Geschützt nach § 2 DSchG |    |
|                | Alfred-Böhringer-Haus | Bönnigheim, Freudentaler Straße 2 (Karte) | 1860                       | stattlicher Haustein-Putzbau mit Mittelrisalit und Schwebegiebel Geschützt nach § 2 DSchG | BW |
| Weitere Bilder | Gerberhaus | Bönnigheim, Gerbergasse 2 (Karte) | 1860                       | Zweigeschossiges, traufständiges, über der südlichen Stadtmauer errichtetes Fachwerkhaus mit Satteldach; Fassade regelmäßig durchfenstert, gegen Süden bauzeitliche Gerberlaube erhalten; frühes 19. Jh., nachträglich leicht überformt (Fenster, Türen, Dachdeckung u.a.). Wegen seines exponierten Standortes und seines hohen Überlieferungsgrades kommt dem Gebäude hoher Zeugniswert für die einstige Bedeutung des Gerberhandwerks zu. Geschützt nach § 2 DSchG |    |
|                | Weingärtnerhaus | Bönnigheim, Grabengasse 6 (Karte) |                            | Zweigeschossiges, traufständiges Weingärtnerhaus mit Schopfwalmdach; in Mischbauweise mit massivem Hang- und teilweise auch massivem erstem Wohngeschoss errichtet, darüber ein Fachwerkobergeschoss, dieses an der Südostecke über Steinkonsole teilweise auskragend (siehe Foto unten), traufseitig schmaler Zugang in das Untergeschoss bzw. Außentreppe in den Wohnbereich; im Kern evtl. noch 17. Jh., im 19. und 20. Jh. baulich verändert. Das ehemalige Weingärtnerhaus hat dokumentarischen Wert für das ackerbürgerliche Bauen des 17. Jh. Geschützt nach § 2 DSchG | BW |
| Weitere Bilder | Hofanlage | Bönnigheim, Grabengasse 10 (Karte) | 1810/1815                  | Zweigeschossiges Wohnhaus in Ecklage, mit Krüppelwalmdach mit Wetterfahne; das Hang- und das Erdgeschoss massiv errichtet, darüber teilweise verputzter Fachwerkaufbau mit Vorstoß; im Hanggeschoß Rundbogen-Kellereingang, bez. 1815; parallel zum Haupthaus eine zweigeschossige Fachwerkscheuer mit Satteldach stehend, diese mit hoher Einfahrt in die Tenne, das Obergeschoss tlw. leicht auskragend, errichtet ebenfalls 1815. Die in Ecklage befindliche Hofanlage hat hohen Zeugniswert für das gehobene ackerbürgerliche Bauen im frühen 19. Jh. Gleichzeitig spiegelt sich darin auch die bis weit ins 19. Jh. übliche Praxis der Nachverdichtung innerhalb der Altstadt. Geschützt nach §§ 2 (Sachgesamtheit) DSchG |    |
| Weitere Bilder | Ehemaliges gestelztes Wohnstallhaus                                                                                         | Bönnigheim, Grabengasse 28 (Karte) | 17. Jh.                    | Zweigeschossiger, giebelständiger Fachwerkbau über massivem Erdgeschoß, reiches Zierfachwerk des 17. Jahrhunderts mit Vorstößen und Fenstererker im 2. Wohngeschoss (SO-Ecke). Wegen seines hohen Überlieferungsgrades und dem reichen Zierfachwerk ist dieses Gebäude von exemplarischem Wert für das gehobene ackerbürgerliche Bauen des 17. Jh. Geschützt nach § 2 DSchG |    |
| Weitere Bilder | Fabrikgebäude | Bönnigheim, Hauptstraße 1 (Karte) | ca. 1900                   | Fabrikgebäude der Firma Amann & Söhne in Ecklage, lisenengegliederter, viergeschossiger Bachsteinbau mit Eckerker und Stuttgarter Dach, Portal mit Reliefrahmung Geschützt nach § 2 DSchG |    |
|                | Wohnhaus des Fabrikbesitzers                                                                                                | Bönnigheim, Hauptstraße 5 | 1882                       | zweigeschossiger Bachsteinbau mit Walmdach und Wetterfahne Geschützt nach § 2 DSchG |    |
| Weitere Bilder | Zollhäuschen | Bönnigheim, Hauptstraße 14 (Karte) | 17. Jh.                    | Zweigeschossiges, verputztes Fachwerkhaus in Ecklage mit profilierten Schwellen; 17. Jahrhundert, spätere Veränderungen v.a. im Erdgeschoss und Dachbereich. Wegen seiner Sondernutzung und als kleines, aber doch markantes Gebäude am südlichen Stadteingang gegenüber dem Schloss hat das ehemalige Zollhaus hohen Zeugniswert für die Stadtgeschichte. Geschützt nach § 2 DSchG |    |
| Weitere Bilder | Ehemaliges Schloss der Grafen von Stadion, Sab 1828 Oberforstamt, ab 1889 Taubstummenanstalt, heute Museum Charlotte Zander | Bönnigheim, Hauptstraße 15 (Karte) | 1756                       | Zweigeschossiger Putzbau mit übergiebeltem Mittelrisalit und hohem Mansarddach mit Gauben; seitlich pavillonartige Anbauten von 1792 sowie Abortanbauten von 1889, halbrunde schmiedeeiserne Umzäunung mit von Vasen bekrönten Steinpfeilern; an der Ostseite Rest des Unteren Tores; 1756 unter Anton Haaf errichtet. Das Gebäude hat hohen dokumentarischen Wert für die spätbarocke, von Mainz beeinflusste Schlossbaukunst. Zudem kommt ihm neben seiner markanten städtebaulichen Lage am südlichen Stadteingang eine wichtige Funktion als Raumkante der Hauptstraße zu. Geschützt nach § 28 DSchG |    |
| Weitere Bilder | Wohnhaus mit Laden | Bönnigheim, Hauptstraße 19 (Karte) | 17./18. Jh.                | Giebelständiges, zweigeschossiges und verputztes Fachwerkhaus mit Satteldach; breit gelagerte Fassade mit leichtem, giebelseitigem Vorstoß; im Kern 17. /18. Jahrhundert mit baulichen Veränderungen im Erdgeschoß (Ladeneinbau) und Dachbereich. Das Eckgebäude ist wegen seines hohen Baualters und als wichtige Raumkante an der platzartige Aufweitung der Hauptstraße von dokumentarischem Wert für die historische Stadtstruktur. Geschützt nach § 2 DSchG |    |
| Weitere Bilder | St.-Georgs-Brunnen | Bönnigheim, Hauptstraße 19 (bei), Flst.Nr. 106 (Karte) |                            | Säule des Vierröhrenbrunnens mit Georgsstatue von Jakob Müller bekrönt (1594, Kopie 1952), der oktogonale Gußeisentrog, bezeichnet 1816. Der auf der platzartigen Aufweitung der Hauptstraße und gegenüber dem ehemaligen Schloss aufgestellte Brunnen ist wegen seiner künstlerischen Qualität und als Hinweis auf die historische Wasserversorgung Bönnigheims von hohem Zeugniswert. Geschützt nach §§ 28 (Kleindenkmal) DSchG |    |
| Weitere Bilder | Wohn- und Geschäftshaus | Bönnigheim, Hauptstraße 21 (Karte) | 1902                       | Giebelständiges, dreigeschossiges Gebäude mit Satteldach; repräsentative Backsteinfassade, das Erdgeschoss und die Gliederungselemente aus Naturstein, abschließend getreppter und geschweifter Blendgiebel mit seitlich angeordneten Obelisken; errichtet 1902, nachträglich nur leicht überformt (Fenster, Ladenlokal). Mit seinem städtischen Flair und seiner detailreichen Fassadengestalt ist dieses Wohn- und Geschäftshaus von dokumentarischem Wert für die spätgründerzeitliche Stadtentwicklung Bönnigheims. Geschützt nach § 2 DSchG |    |
| Weitere Bilder | Wohnhaus mit Laden | Bönnigheim, Hauptstraße 23 (Karte) | 17. Jh.                    | Giebelständiges, dreigeschossiges Gebäude mit Satteldach; mit Ausnahme des massiven Erdgeschosses in Fachwerk errichtet, mit giebelseitigen Vorstößen; einfache Putzfassade; im Kern 17. Jahrhundert, nachträglich u.a. durch Ladeneinbau und durch Veränderungen der Fensteröffnungen in Teilen überformt. Das schmale und hohe Gebäude ist in seiner insgesamt noch gut überlieferten Baugestalt ein Dokument für das Bürgerliche Bauen des 17. Jh. in zentraler städtebaulicher Lage. Geschützt nach § 2 DSchG |    |
| Weitere Bilder | Ehemalige Scheuer des Gasthauses Krone, heute Wohnhaus                                                                      | Bönnigheim, Hauptstraße 29a, Schlossergasse 10 (Karte) | 18. Jh.                    | Langgestreckter Massivbau mit großem Rundbogentor mit Keilstein, 18. Jahrhundert, während des 2. Weltkriegs bis auf die Außenmauer samt Rundbogentor zerstört und als Wohnhaus wiederaufgebaut. Als ehemalige Scheuer des Gasthofes Krone hat dieses weitgehend wiederaufgebaute Gebäude dokumentarischen Wert. Geschützt nach § 2 DSchG |    |
| Weitere Bilder | Wohnhaus und Wirtschaft | Bönnigheim, Hauptstraße 35 (Karte) | 15. Jh.                    | Dreigeschossiges Fachwerkgebäude mit massivem Erdgeschoss und Satteldach; Zierfachwerk mit Fenstererker im ersten Obergeschoss; 15. Jh. mit baulichen Veränderungen des 18. und 19. Jh. Das in Ecklage zur Michaelsbergstraße gelegene, stattliche Fachwerkhaus bildet eine wichtige Raumkante gegen den Kreuzungsbereich aus. Als Fachwerkbau des 15. Jh. und damit als eines der ältesten Profangebäude Bönnigheims kommt ihm exemplarischer Wert für das gehobene bürgerliche Bauen in zentraler städtebaulicher Lage zu. Geschützt nach § 2 DSchG |    |
| Weitere Bilder | Ehemaliges Gasthaus Sonne (von 1884 bis 1914 auch Post)                                                                     | Bönnigheim, Hauptstraße 40 (Karte) | 18. Jh.                    | Giebelständiges, zweigeschossiges Fachwerkhaus mit Satteldach; das Erdgeschoss massiv, der Fachwerkaufsatz verputzt, mit leichtem Vorstoß, im Kern 18. Jh.; nördlich davon ein zweigeschossiger, traufständiger Anbau anschließend, ebenfalls in Mischbauweise mit massivem Erd- und Fachwerkobergeschoss und Satteldach errichtet, einfache Putzfassade mit exotischem Wirtshausausleger im Obergeschoß; 19. Jahrhundert; beide Gebäude nachträglich im Erdgeschoss u.a. durch Ladeneinbau überformt. Als ehemaliger Gasthof und Poststation kommt dem in zentraler städtebaulicher Lage befindlichen und weitgehend in Gestalt des 19. Jh. überlieferten Gebäude exemplarischer Wert für die historische Stadtgestalt und Stadtstruktur zu. Gleichzeitig ist es als ehemals wichtiger Kommunikationsort von ortsgeschichtlicher Bedeutung. Geschützt nach § 2 DSchG |    |
| Weitere Bilder | Ehemaliges Handelshaus | Bönnigheim, Hauptstraße 42 (Karte) | 1727                       | Zweigeschossiges Wohnhaus mit quer dazu stehendem, ebenfalls zweigeschossigem Seitenflügel, jeweils in Fachwerk über massivem Erdgeschoss errichtet, mit Satteldächern; am Haupthaus das Fachwerk an der Trauf- und an der Giebelseite leicht vorstoßend, die Fassade bis auf die Schwellen verputzt; errichtet wohl 1727 für den Händler Dominico Zanotta (siehe Inschrifttafel im Erdgeschoß), im Verlauf des 19./20. Jh. überformt bzw. um einen hofseitigen Ökonomiebau (erhaltenswert) erweitert. Das ehemalige Handelshaus ist als Hinweis auf die einstige Bedeutung der an den überörtlichen Verkehr zwischen Stuttgart und Heilbronn angebundenen Hauptstraße sowie wegen seines städtebaulich zentralen Standortes an der Straßenaufweitung gegen das ehemalige Schloss von dokumentarischem Wert für die historische Stadtgestalt und Stadtstruktur. Geschützt nach § 2 DSchG |    |
| Weitere Bilder | Wohnhaus | Bönnigheim, Hauptstraße 43 (Karte) | 17. Jh.                    | Giebelständiges, zweigeschossiges Fachwerkhaus mit Satteldach; über hohem, massivem Erdgeschoss mit Rundbogenöffnungen und hohem Tor errichtet, das Fachwerk im Bereich des Tores über Steinkonsolen leicht auskragend, im Giebel Zierfachwerk des 17. Jh. Das Gebäude hat hohen exemplarischen Wert für das gehobene bürgerliche Bauen im 17. Jh. Mit seiner repräsentativen Fassade spiegelt es darüber hinaus die einstige Bedeutung der Hauptstraße als wichtigem, an den überörtlichen Verkehr angebundenem Verkehrsweg. Geschützt nach § 2 DSchG |    |
| Weitere Bilder | Ehemaliger Sachsenheimer Hof                                                                                                | Bönnigheim, Hauptstraße 45 (Karte) | 1427                       | Giebelständiges, zweigeschossiges und teilweise verputztes Fachwerkhaus mit massivem Erdgeschoss und Satteldach (hofseitig abgewalmt); mittig liegender Nischeneingang mit profilierter Portalrahmung mit Wappen, im Giebeldreieck reiches Zierfachwerk, hofseitig rundbogiger Kellereingang; das Gebäude im Kern von 1427 (d), in jüngerer Zeit leicht überformt (Erdgeschoss, Fenster, Dach). Als eines der ältesten Wohnhäuser am Ort sowie wegen seiner ehemaligen Sondernutzung als adeliger Wohnsitz ist das repräsentative, in städtebaulich markanter Lage befindliche Gebäude ein wichtiges Zeugnis sowohl für die Ortsgeschichte als auch für den Fachwerkbau des ausgehenden 15. Jh. Geschützt nach § 2 DSchG |    |
| Weitere Bilder | Gasthof zum Bären | Bönnigheim, Hauptstraße 46 (Karte) | 1766                       | Traufständiges, dreigeschossiges Gebäude mit Satteldach; massives Erdgeschoß, darüber Fachwerkaufbau mit leichten Vorstößen, symmetrisch gegliederte Putzfassade mit regelmäßig angeordneten Fensterachsen und mittig liegendem Hauseingang; errichtet vor 1641 (lt. Güterbuch), am Treppengeländer bez. 1766; im Südosten anschließender Saalbau aus der Zeit um 1900; die Hofmauer mit Wagentor und (teilweise vermauerter) Fußgängerpforte wurden temporär abgebaut. Der an der Hauptstraße gelegene Gasthof ist wegen seiner Sondernutzung und seiner in Teilen noch gut überlieferten barocken Baugestalt und –struktur von dokumentarischem Wert. Geschützt nach § 2 DSchG |    |
|                | Wohnhaus | Bönnigheim, Hauptstraße 55 (Karte) | 17./18. Jh.                | In Ecklage befindliches, zweigeschossiges Wohnhaus mit steilem Satteldach; über schmalem, tiefem Grundriss erbaut, das Erdgeschoss massiv, darüber ein Fachwerkaufbau mit leichten Vorstößen, verputzt; 17. /18. Jahrhundert, im 20. Jh. v.a. im Erdgeschossbereich verändert. Als Bestandteil der giebelständigen Gebäudereihe, wegen seines hohen Baualters und seiner gut überlieferten Gebäudestruktur hat dieses Fachwerkhaus dokumentarischen Wert. Geschützt nach § 2 DSchG |    |
|                | Wirtshausausleger vom ehemaligen Gasthaus „Ochsen“                                                                          | Bönnigheim, Hauptstraße 64 (Karte) | 19. Jh.                    | Das Kulturdenkmal: der Rest des Wirtshausauslegers des abgegangenen Gasthauses in Gestalt eines in Gold gefasstem Ochsen, 19. Jahrhundert. Das ehemalige Gasthaus, ein erhaltenswertes zweigeschossiges Gebäude mit Satteldach; in Ecklage über massivem Erdgeschoss errichtet, darüber Fachwerkaufsatz mit leichten Vorstößen, einfache Putzfassade; im Kern 18. Jh., mit nachträglichem Ladeneinbau, Teile des Obergeschosses und das Dach erneuert. Geschützt nach § 2 DSchG | BW |
| Weitere Bilder | Oberes Tor, sogenanntes Köllestor                                                                                           | Bönnigheim, Hauptstraße 65 (Karte) |                            | Buckelquader-Turm mit Spitzbogen-Durchfahrt aus der Zeit von 1284-1286, darüber Fachwerkaufsatz mit Glockendach mit Dachreiter von 1772. Als letztes der beiden Stadttore Bönnigheims kommt dem sogenannten Köllestor hoher exemplarischer Wert zu. Als prägendes Element der nördlichen Stadtsilhouette und als Dokument der mittelalterlichen Verteidigungstechnik hat es darüber hinaus Bedeutung. Geschützt nach § 2 DSchG |    |
| Weitere Bilder | Hofanlage, ehemaliges Herrenhaus                                                                                            | Bönnigheim, Hauptstraße 72 und 72a (Karte) | 18. Jh.                    | Sachgesamtheit bestehend aus: einem zweigeschossigen, traufständigen und verputzten Wohnhaus mit Krüppelwalmdach an der Hauptstraße (Nr. 72) und einem giebelständigen, zweigeschossigen Wohnhaus mit Mansardgiebeldach, Segmentbogentüre und Rundbogen-Kellereingang (Nr. 72a) an der Ringstraße; verbunden sind beide Gebäude durch eine (nach 1879) überbaute Durchfahrt mit breitem Rundbogenportal; Gebäude im Kern 18. Jh., v.a. Nr. 72 im 20. Jh. u.a. durch Einbau einer Gaststätte und einem Dachausbau mit Gauben überformt; ebenfalls Teil der Sachgesamtheit ist das ehem. Magazingebäude aus den Jahren 1825/30, ein großer, hofseitiger Natursteinbau mit Satteldach. Die um einen Innenhof angeordnete Gebäudegruppe in zentraler städtebaulicher Lage ist wegen ihrer geschlossenen Überlieferung und mit ihren qualitätvollen Baudetails ein Dokument für das gehobene bürgerliche Bauen im 18. Jahrhundert. Geschützt nach §§ 2 (Sachgesamtheit) DSchG |    |
|                | Fachwerkscheune | Bönnigheim, Im Zwinger 12 (Karte) | 18. Jh.                    | Unterkellerte Fachwerkscheune mit Segmentbogen-Kellereingang und Satteldach; 18. Jahrhundert, die Rückseite an die Stadtmauer anstoßend. Wegen ihres hohen Baualters, ihrer gut überlieferten Gebäudestruktur und als Bestandteils des von großen ehemaligen Bauernanwesen geprägten Viertels um den Bereich Zwinger und Grabengasse kommt der Scheune dokumentarischer Wert für die einstige Bedeutung der Landwirtschaft. Geschützt nach § 2 DSchG | BW |
| Weitere Bilder | Wohnhaus | Bönnigheim, Im Zwinger 13 (Karte) | 17. Jh.                    | Giebelständig erschlossenes, zweigeschossiges Wohnhaus in Ecklage mit Satteldach; das leicht erhöht liegende Erdgeschoss massiv errichtet und verputzt, darüber leicht auskragender Fachwerkaufbau mit Schmuckfachwerk unter verbrettertem Giebel; 17. Jh., im 20. Jh. in Teilen baulich verändert (Fenster, Dachdeckung, Verschalung u.a.). Mit seiner gut überlieferten Fachwerkkonstruktion ist das Gebäude ein Dokument der Zimmermannstechnik des 17. Jh. Geschützt nach § 2 DSchG |    |
|                | Wohnhaus | Bönnigheim, Im Zwinger 15 (Karte) | 18. Jh.                    | An drei Seiten freistehendes, zweigeschossiges und weitgehend verputztes Fachwerkgebäude mit Satteldach über hohem Bruchsteinsockel; im Sockel giebelseitiger Kellerzugang, daneben Nischeneingang in das Wohnhaus und seitliche Toreinfahrt, traufseitig weiterer Eingang; das zweite Wohngeschoss leicht auskragend; 18. Jh. mit jüngeren Überformungen (Dach, Fenster, u.a.). Das Ackerbürgerhaus ist mit seinen bis heute ablesbaren Funktionsbereichen ein Zeugnis für die Arbeits-, Lebens- und Bauweise des 18./19. Jh. und damit auch ein Spiegel der historischen Sozialstruktur Bönnigheims. Geschützt nach § 2 DSchG |    |
| Weitere Bilder | Doppelwohnhaus | Bönnigheim, Im Zwinger 22 und 24 (Karte) | 16. Jh.                    | Freistehendes, zweigeschossiges und verputztes Fachwerkhaus mit Krüppelwalmdach; im hohen, massiven Sockel rundbogiger Kellerabgang (Nr. 22) und Zugang in den ehem. Stall (Nr. 24), das erste Wohngeschoss ebenfalls massiv gemauert, darüber Fachwerkaufbau mit Vorstößen bis in die Giebelbereiche; im Kern 16. Jh. mit leichten Überformungen. Das Ackerbürgerhaus ist mit seinen bis heute ablesbaren Funktionsbereichen, wegen seines hohen Baualters und seiner handwerklich qualitätvollen Ausführung von hohem Zeugniswert für die historische Arbeits-, Lebens- und Bauweise. Geschützt nach § 2 DSchG |    |
|                | Keilstein | Bönnigheim, Karlstraße 5 (Karte) | 1804                       | Das Kulturdenkmal: der Keilstein am Türsturz des Wohnhauses, bezeichnet 1804; Erhaltenswert: traufständiges, zweigeschossiges Wohnhaus mit Satteldach, mit einfacher Putzfassade und erhöht liegendem Hauseingang; traufseitig daran anschließend: der Wirtschaftsbau mit hoher Toreinfahrt und rückwärtigem Seitenflügel (Fachwerkbau über Natursteinsockel); daran wiederum ein in Naturstein errichtetes Stallgebäude anschließend (mit historischer Dachdeckung); Hofanlage errichtet 1804, die an der Hauptstraße liegenden Gebäudeteile im 20. Jh. überformt. Als eine der frühesten Baumaßnahmen im Bereich des alten Stadtgrabens ist die in Teilen noch gut überlieferte Hofanlage erhaltenswert. Geschützt nach §§ 2 (Bauteil) DSchG | BW |
| Weitere Bilder | Gasthaus zur Brauerei | Bönnigheim, Karlstraße 20, Meimsheimer Straße 1 (Karte) | 17. Jh.                    | Gasthaus: stattlicher zweigeschossiger Putzbau mit Krüppelwalmdach, Fensterrahmen mit Keilsteinen Saalbau: zweigeschossiger Putzbau mit Walmdach. Das Gebäude wurde aus Vaihingen an der Enz Ende des 19. Jh. hierher versetzt. Rückwärtige Ökonomiegebäude mit Gewölbekeller (Prüffall) Geschützt nach § 2 DSchG |    |
|                | Karlsschule | Bönnigheim, Karlstraße 34 (Karte) | ca. 1880                   | Giebelständiger zweigeschossiger Fachwerkbau mit Lisenengliederung. Fachwerkaufbau im Schweizerhausstil Geschützt nach § 2 DSchG | BW |
| Weitere Bilder | Ehemalige Gemminger Kelter, heute betrieblich genutzt                                                                       | Bönnigheim, Kelterplatz 1 (Karte) | um 1860                    | Freistehender, groß dimensionierter und unterkellerter Massivbau mit Fachwerkgiebeln und Krüppelwalmdach, an allen Seiten rundbogige Zugänge bzw. Fensteröffnungen; errichtet um 1660 von den Herrn von Gemmingen, in jüngster Zeit umfassend modernisiert samt Ausbau des Speicherdaches. Die zusammen mit der Neipperger Kelter das Zentrum des ehemaligen Neipperger Viertels markierende Kelter ist von hohem Zeugniswert für die einstige Bedeutung des Weinbaus für Bönnigheim. Geschützt nach § 2 DSchG |    |
| Weitere Bilder | Ehemalige Neipperger Kelter                                                                                                 | Bönnigheim, Kelterplatz 4 (Karte) | 16. Jh.                    | An drei Seiten freistehender Massivbau mit Halbwalmdach, an der Süd- und an der Westseite zwei große Rundbogentore, Fassade teilweise verputzt; errichtet im 16. Jh. unter den Herrn von Neipperg. Die zusammen mit der benachbarten ehemaligen Gemminger Kelter das Zentrum des ehemaligen Neipperger Viertels markierende Kelter ist von hohem Zeugniswert für die einstige Bedeutung des Weinbaus für Bönnigheim.a Geschützt nach § 2 DSchG |    |
|                | Reste der Umzäunung | Bönnigheim, Kirchheimer Straße 1 | Ende 19. Jh.               | Staketen und Steinpfeiler Geschützt nach § 2 DSchG |    |
|                | Villa Amann | Bönnigheim, Kirchheimer Straße 15, Olgastraße 14, 16 (Karte) |                            | Sachgesamtheit: - Villa im Schweizerhausstil, stattlicher Massivbau mit Bohlen-Aufbauten, Eingangsturm, Holzbalkonen, spätgotisierenden, romaniserenen und renaissanceartigen Zierformen, Jugendstilfenster - Kegelbahn in Kapellenform - Park mit Skulpturen, Anlagen und Teich, Holzbau im Pavillon-Stil - Blockhaus-Wirtschaftsgebäude Geschützt nach § 2 DSchG |    |
|                | Ehem. Realschule | Bönnigheim, Kirchheimer Straße 36 (Karte) | 1912                       | Massivbau mit Walmdach und Segmentbogen-Eingang in Mittelachse mit begleitenden Reliefs Geschützt nach § 2 DSchG | BW |
| Weitere Bilder | Ev. Kirche St. Cyriakus | Bönnigheim, Kirchplatz 1 (Karte) | 1435                       | Frühgotische Säulenbasilika (1351-1359) mit Kirchturm (1280) über quadratischem Grundriss und mit spitzem Zeltdach, gotischer Chor mit Strebepfeilern aus der Zeit um 1400, die Seitenschiffe in neugotischen Formen 1864 vergrößerten; Innenraum durch gotischen Lettner dominiert (1435 von Matthias Ensinger), reich gestalteter Chor mit geschnitztem Hochaltar und Epitaphien. Die evangelische Pfarrkirche ist wegen ihrer hochwertigen und seltenen Ausstattung (Lettner!) von hohem exemplarischem Wert. Als städtebauliche Dominante innerhalb des ehemaligen Gemminger Viertels und als eine Keimzelle der Stadt kommt der Kirche darüber hinaus hoher dokumentarischer Wert für die Stadt- und die Kirchengeschichte Bönnigheims zu. Geschützt nach § 28 DSchG |    |
| Weitere Bilder | Ehemaliges St.-Cyriakus-Pfründhaus, ehem. Ortsgefängnis, bis 1869 Pfarrhaus                                                 | Bönnigheim, Kirchplatz 2 (Karte) | 17./18. Jh.                | Am abfallendem Gelände, über massivem Untergeschoss errichtetes, eingeschossiges und verputztes Fachwerkhaus mit traufseitigem Querbau, jeweils mit Satteldach; gegen die Schloßstraße giebelständig ausgerichtet und hier über einen zusätzlichen Eingang erschlossen, das hohe Sockelgeschoss kaum durchfenstert; im Kern 17./18. Jh., im 19. und 20. leicht überformt, zurzeit leerstehend. Dem ehemalige Pfründhaus und Pfarrhaus kommt wegen seines hohen Überlieferungsgrades und seiner Sondernutzung exemplarischer Wert für die Stadt- und Kirchengeschichte zu. Wegen seiner markanten städtebaulichen Lage in unmittelbarem Umfeld der Pfarrkirche bildet es darüber hinaus eine wichtige Raumkante gegen die Schloßstraße. Geschützt nach § 2 DSchG |    |
| Weitere Bilder | Ehemaliges Pfründhaus, spätere Kirchbergschule                                                                              | Bönnigheim, Kirchplatz 3 (Karte) | 16./17. Jh.                | Freistehendes, über hohem, massivem Untergeschoss errichtetes, zweigeschossiges, verputztes Fachwerkhaus mit Krüppel- bzw. Halbwalmdach mit handgestrichenen Biberschwanzziegel, der Ostgiebel mit Vorstößen, gegen Norden eingeschossiger Anbau mit Satteldach und Zugang ins massive Untergeschoss (wohl Kellerabgang); im Kern 16. /17. Jahrhundert mit nachträglichen Überformungen bzw. baulichen Erweiterungen. Wegen seiner einstigen Sondernutzung, seines hohen Überlieferungsgrades und als Beispiel für den Fachwerkbau des 16./17. Jh. hat dieses Gebäude exemplarischen Wert, neben seiner städtebaulichen Funktion als wichtige Raumkante gegen den Kirchplatz. Geschützt nach § 2 DSchG |    |
| Weitere Bilder | Wohn- und Geschäftshaus, seit 1848 Sitz der Stadt-Apotheke                                                                  | Bönnigheim, Kirchstraße 2 (Karte) | 1764                       | Zweigeschossiges Gebäude in Ecklage mit Mansard-Walmdach mit Gauben; repräsentative Putzfassade mit Segmentbogenfenstern mit farblich abgesetzten Gewänden, Ecklisenen und additiver Fensterreihung, gegen die Kirchstraße Zugang in die Apotheke und seitlich liegende hohe, rundbogige Toreinfahrt in den Innenhof, gegen die Hauptstraße weiterer Zugang in einen eingeschossigen Anbau; Hauptgebäude errichtet 1764 durch Johann Baptista Brentano als Südfrüchte- und Gewürzhandlung anstelle dreier älterer Gebäude, eines davon das Wohnhaus des Renaissance-Baumeisters Georg Beer, ab 1848 Nutzung als Apotheke. Hofseitig zwei erhaltenswerte Nebengebäude liegend, eines davon eine Fachwerkscheune. Der in Reaktion auf das Stadionsche Schloss und das Rathaus errichtete Bau hat dokumentarischen Wert für den barocken Stadtumbau Bönnigheims. Als ehemaliges Händlerhaus und heutige Apotheke hat es zudem sozialgeschichtliche Bedeutung. Geschützt nach § 2 DSchG |    |
| Weitere Bilder | Wohnhaus, ehemals Haus eines Amtmannes                                                                                      | Bönnigheim, Kirchstraße 4 (Karte) | 1563                       | Giebelständiges, zweigeschossiges Fachwerkhaus mit Satteldach mit traufseitigem Zwerchhaus; das Erdgeschoss massiv errichtet mit Eckquaderung, die restliche Fassade mit Ausnahme der nördlichen Giebelseite verputzt, hier Zierfachwerk des 16. Jh.; Gebäude bez. 1563, nachträglich v.a. im Erdgeschoss und im Dachbereich modern überformt. Als Bestandteil der ältesten und giebelständigen Bebauung der Kirchstraße ist dieses Gebäude von dokumentarischem Wert für die historische Stadtgestalt und ein Beispiel für den lokalen Fachwerkbau des 16. Jh. Geschützt nach § 2 DSchG |    |
|                | Wohnhaus | Bönnigheim, Kirchstraße 8 (Karte) | 17. Jh.                    | Zweigeschossiges, giebelständiges verputztes Fachwerkhaus mit Satteldach; dreiachsige Giebelfassade mit Vorstoß; im Kern 17. Jahrhundert, im 20. Jh. modernisiert. Das in zweiter Reihe errichtete Fachwerkhaus ist wegen seines hohen Baualters und als Hinweis auf die innerstädtische Nachverdichtung von dokumentarischem Wert. Geschützt nach § 2 DSchG |    |
| Weitere Bilder | Ehemaliges Stadtschreiberhaus von 1542, ab 1716 Apotheke                                                                    | Bönnigheim, Kirchstraße 22 (Karte) | 1542 (dendrochronologisch) | Zweigeschossiges, giebelständiges, verputztes Fachwerkhaus mit Krüppelwalmdach und aufgemaltem Scheinfachwerk; errichtet 1542 (d), ab 1716 Nutzung als Apotheke, wohl im 19. Jh. Aufbringung des Zierfachwerks. 1831 Errichtung des hofseitigen Apothekerlabors: dies ein zweigeschossiger Fachwerkbau mit gemauertem Laborbereich, seit 2002 sog. Museum „Arzney-Küche“. Als ehemaliges Stadtschreiberhaus und ehemalige Apotheke mit angeschlossener Apothekerküche ist dieses Gebäude ein wichtiges Dokument für die Stadtgeschichte. Als eines der ältesten Profangebäude Sipplingens mit außergewöhnlicher Fassadengestalt des 19. Jh. ist es darüber hinaus von exemplarischem Wert. Geschützt nach § 2 DSchG |    |
| Weitere Bilder | Wohnhaus | Bönnigheim, Kirchstraße 26 (Karte) | 17. Jh.                    | In Ecklage befindliches, zweigeschossiges Gebäude mit Satteldach mit hohem Fachwerkkniestock; das hohe Erdgeschoss und das Hauptwohngeschoss massiv gemauert und verputzt, der Kniestock und die Giebelseiten fachwerksichtig, der Nordgiebel mit Vorstößen; im Kern 17. Jahrhundert, in jüngerer Zeit modernisiert, das Erdgeschoss gegen die Kirchstraße hin durch Ladeneinbau baulich verändert. Als prägender Bestandteil der südlichen, giebelständigen Gebäudereihe der Kirchstraße und als wichtiges Eckgebäude am Eingang zum Kirchplatz hat das Gebäude eine wichtige städtebauliche Funktion. Wegen seines hohen Baualters und seiner insgesamt gut überlieferten Struktur und Gestalt ist es zudem von dokumentarischem Wert für das gehobene bürgerliche Bauen im 17. Jh. Geschützt nach § 2 DSchG |    |
| Weitere Bilder | Ehemaliges Amtshaus der Herren von Gemmingen                                                                                | Bönnigheim, Kirchstraße 28 (Karte) | 17. Jh.                    | In Ecklage zum Kirchplatz gelegenes, dreigeschossiges Gebäude mit Krüppelwalmdach; das Erdgeschoss massiv errichtet, darüber turmartiger, weitgehend verputzter Fachwerkaufbau, der Ostgiebel fachwerksichtig, die Westfassade zusätzlich mit Platten verkleidet; im Erdgeschoss Wappenstein der Herrn von Gemmingen; im Kern 17. Jh., im 19./20. Jh. mehrfach überformt (Ladeneinbau, Fassade, Fenster, Dach u.a.). Wegen seines Baualters und seiner Sondernutzung ist das ehemalige Amtshaus von hohem Zeugniswert für die Geschichte Bönnigheims während der Ganerbenzeit. Mit seiner turmartigen Gestalt und seiner Funktion als Kopfbau gegen den Kirchplatz stellt es zugleich eine wichtige städtebauliche Dominante innerhalb des Stadtraums dar. Geschützt nach § 2 DSchG |    |
| Weitere Bilder | Friedhofskapelle | Bönnigheim, Lauffener Straße 2 (Karte) | 19. Jh.                    | Gotisierende Kapelle, modern erneuert Geschützt nach § 2 DSchG |    |
| Weitere Bilder | Wohnhaus, Ehemaliger Meiereihof                                                                                             | Bönnigheim, Meiereihof 2 (Karte) |                            | Zur Sachgesamtheit ehemaliger Meiereihof der Kirche auf dem Michaelsberg gehörend, Kern um 1100: Meiereihof 2, 3, 4, 5, 6, 7, Schmale Gasse 7, 9, Weinstraße 6, 8. Traufständiges, zweigeschossiges Gebäude mit Satteldach mit Zwerchhaus; das Erdgeschoss massiv errichtet, darüber Fachwerkaufbau, einfache, mehrfach veränderte Putzfassade; Gebäude des 19. Jh. im 20. Jh. v.a. im Erdgeschoss (ehem. Ökonomie) baulich stark verändert (u.a. Einbau von Garagen, Erneuerung Fenster, Fassade, Dachdeckung). Als jüngerer Bestandteil des ehemaligen Meiereihofes ist dieses Wohngebäude von dokumentarischem Wert für die historischen Grundherrschaftsverhältnisse innerhalb der Stadt Bönnigheim. Geschützt nach §§ 28 (Sachgesamtheit) DSchG |    |
|                | Wohnhaus, Ehemaliger Meiereihof                                                                                             | Bönnigheim, Meiereihof 3 (Karte) |                            | Zur Sachgesamtheit ehemaliger Meiereihof der Kirche auf dem Michaelsberg gehörend, Kern um 1100: Meiereihof 2, 3, 4, 5, 6, 7, Schmale Gasse 7, 9, Weinstraße 6, 8. Traufständiges, zweigeschossiges Gebäude mit Satteldach; das Erdgeschoss massiv errichtet, darüber Fachwerkaufbau, einfache Putzfassade mit mittig liegendem Hauseingang mit neuem Vordach; Gebäude des 19. Jh. im 20. Jh. v.a. im Erdgeschoss durch Garageneinbau baulich stark verändert. Als jüngerer Bestandteil des ehemaligen Meiereihofes ist dieses Wohngebäude von dokumentarischem Wert. Geschützt nach §§ 28 (Sachgesamtheit) DSchG | BW |
| Weitere Bilder | Fachwerkscheune und Kellereingang                                                                                           | Bönnigheim, Schmale Gasse 9 und Meiereihof 4 (Karte) |                            | Zur Sachgesamtheit ehemaliger Meiereihof der Kirche auf dem Michaelsberg gehörend, Kern um 1100: Meiereihof 2, 3, 4, 5, 6, 7, Schmale Gasse 7, 9, Weinstraße 6, 8. Schmale Gasse 9, traufständige Fachwerkscheuer mit Satteldach; im Kern wohl 18. Jahrhundert mit älterem Kern; im 20. Jh. hofseitig um zweigeschossigen Anbau erweitert. Meiereihof 4: südlich an die Scheune anschließender Kellereingang mit segmentbogigem Portalgewände; 16. /17. Jahrhundert. Die zum ehemaligen Meiereihof gehörige Scheune und der Kellereingang sind von dokumentarischem Wert. Geschützt nach §§ Fachwerkscheune 28 und Kellereingang 2 DSchG |    |
|                | Bruchsteinscheuer bzw. Kelter am ehemaligen Meiereihof                                                                      | Bönnigheim, Meiereihof 5 (Karte) |                            | Zur Sachgesamtheit ehemaliger Meiereihof der Kirche auf dem Michaelsberg gehörend, Kern um 1100: Meiereihof 2, 3, 4, 5, 6, 7, Schmale Gasse 7, 9, Weinstraße 6, 8. Traufständiges, zweigeschossiges Gebäude mit Satteldach, massiv aus Bruchsteinen erbaut; fensterlose Fassade mit mittig liegendem, hohem Tor; errichtet 1435/36(d), 2011 Sanierung und Adaptierung zu Museumszwecken, siehe auch Meiereihof 7. Wegen ihrer einstigen Sondernutzung als Kelter und als Bestandteil des ehemaligen Meiereihofes hat das Gebäude exemplarischen Wert. Geschützt nach §§ 28 (Sachgesamtheit) DSchG | BW |
|                | Wohnhaus, ehemals Verwaltungsgebäude des ehemaligen Meiereihof                                                              | Bönnigheim, Meiereihof 6 (Karte) |                            | Zur Sachgesamtheit ehemaliger Meiereihof der Kirche auf dem Michaelsberg gehörend, Kern um 1100: Meiereihof 2, 3, 4, 5, 6, 7, Schmale Gasse 7, 9, Weinstraße 6, 8. Innerhalb des Hofes freistehendes, zweigeschossiges und weitgehend verputztes Fachwerkhaus mit Halbwalmdach; das erste Wohngeschoss und der Nordgiebel leicht auskragend, die Fassaden jeweils unregelmäßig durchfenstert, an der Ostfassade eine dreiteilige Fenstergruppe; im Kern 1463(d), im 19. Jh. bzw. jüngst umfassend saniert, dabei u.a. Dachausbau mit Gauben. Neben dem sog. Steinhaus (Meiereihof 7) und der ehem. Kelter (Meiereihof 5) spiegelt dieses stattliche Wohnhaus den mittelalterlichen Kernbereich des ehemaligen Meiereihofes. Wegen seiner hohen Baualters ist es zudem ein Zeugnis für die lokale Bautradition im 15. Jh. Geschützt nach §§ 28 (Sachgesamtheit) DSchG |    |
|                | Sogenanntes Steinhaus, später Haus des Küfers vom Meiereihof und Getreide- bzw. Weinlagerstätte, heute Schnapsmuseum        | Bönnigheim, Meiereihof 7 (Karte) |                            | Zur Sachgesamtheit ehem. Meiereihof der Kirche auf dem Michaelsberg gehörend, Kern um 1100: Meiereihof 2, 3, 4, 5, 6, 7, Schmale Gasse 7, 9, Weinstraße 6, 8. Palasartiger Bruchsteinbau mit Eckquaderung und Krüppelwalmdach; steinsichtige Fassade mit Zwillings- und Drillings-Spitzbogenfenstern und bauzeitlichen Sitznischen im Wohngeschoss; an der Nordfassade einachsiger, langgestreckter Vorbau mit Rundbogen-Kellereingang anschließend, bez. 1555; das Steinhaus errichtet 1296(d) bzw. 1350(d), vor wenigen Jahren Sanierung des Inneren und Einrichtung des Museums. Neben der Burg als ältestes, überliefertes Gebäude Bönnigheims und damit gleichzeitig Herzstück des ehem. Meiereihofes hat dieses Gebäude exemplarischen Wert für die Stadtgeschichte. Wegen seiner qualitätvollen Baugestalt und seines hohen Überlieferungsgrades hat es zudem hohen Zeugniswert. Geschützt nach §§ 28 (Sachgesamtheit) DSchG | BW |
|                | Bier- und Eiskellergebäude                                                                                                  | Bönnigheim, Meimsheimer Straße 100 (Karte) |                            | Massivbau mit Walmdach, Göpel und Kran Geschützt nach § 2 DSchG | BW |
| Weitere Bilder | Ehemaliger Maulbronner Hof                                                                                                  | Bönnigheim, Michaelsbergstraße 2 (Karte) | 1581                       | Traufständiger, zweigeschossiger Fachwerkbau mit Krüppelwalmdach mit Zwerchhaus; das Erdgeschoss massiv errichtet und verputzt, darüber leicht vorkragender Fachwerkaufbau mit breitem Traufgesims; Inschriftstein bez. 1581 und Metzgerbeil, v.a. im 20. Jh. baulich überformt (Ladeneinbau, Fachwerkerneuerung, Putz, Fenster u.a.); im Inneren Reste eines Rundbogentores mit Datierung. Wegen seiner ehemaligen Sondernutzung als Stadt- und Wirtschaftshof des Klosters Maulbronn ist dieses Gebäude von dokumentarischem Wert für die einstigen Besitzverhältnisse in Bönnigheim. Geschützt nach § 2 DSchG |    |
| Weitere Bilder | Wohnhaus | Bönnigheim, Michaelsbergstraße 12 (Karte) | 1790                       | Zweigeschossiges Gebäude mit Satteldach in Ecklage; über massivem Sockel- und Erdgeschoss in Fachwerk errichtet und verputzt, das erste Wohngeschoss an der nördlichen Traufseite über profilierter Steinkonsole auskragend, auch der Westgiebel mit leichtem Vorstoß; regelmäßig durchfensterte Fassade mit Naturstein-Eckquaderung und leicht erhöht liegendem Nischeneingang mit spätbarockem Gewände, bez. 1790, Gebäude nachträglich leicht überformt; hofseitig eine quer zum Haupthaus angeordnete, verputzte und erhaltenswert Fachwerkscheune stehend, über hohes Tor an der Weinstraße erschlossen, mit Anbau mit Pultdach gegen den ehem. Meiereihof; 19. Jahrhundert. Das Wohnhaus mit qualitätvollen Baudetails ist von exemplarischem Wert für das spätbarocke bürgerliche Bauen in Bönnigheim. Als wichtiger Kopfbau an der Kreuzung Burgplatz-Weinstraße-Michaelsbergerstraße kommt ihm zudem eine besondere städtebauliche Funktion zu. Die Scheune ist in Ergänzung des Wohnhauses und als Hinweis auf die bis ins 19. Jh. fortdauernde Bedeutung der Landwirtschaft erhaltenswert. Geschützt nach § 2 DSchG |    |
|                | Fachwerkscheune | Bönnigheim, Michaelsbergstraße 25/5 (Karte) | 1811                       | Unterkellerte Fachwerkscheune mit Satteldach und Kniestock; neben dem mittig liegenden Tor ehem. Rundbogenportal mit Keilstein, bez. 1811, in jüngerer Zeit das Portalgewände bis auf den Keilstein entfernt und die Öffnung verkleinert. Die Fachwerkscheune ist von dokumentarischem Wert für die bis weit ins 19. Jh. andauernde Bedeutung der Landwirtschaft in Bönnigheim. Durch ihre Größe und als einstiger Bestandteil eines großen Bauernanwesens (siehe hierzu auch Michaelsbergstraße 25/3) ist sie zudem ein Spiegel der historischen Sozialstruktur des Viertels. Geschützt nach § 2 DSchG | BW |
|                | Ev. Pfarrhaus | Bönnigheim, Olgastraße 2 (Karte) | 1581                       | Quaderbau mit Zwerchhaus, bekrönten Risaliten und Walmdach, klassizistische Zierformen Geschützt nach § 2 DSchG |    |
| Weitere Bilder | Ehemaliges Herrenhaus, dann Färberei, sogenannte Alte Farb                                                                  | Bönnigheim, Ringstraße 7 (Karte) | 1528                       | Zweigeschossiges, giebelständiges Gebäude mit Satteldach; das hohe Erdgeschoss massiv errichtet mit Eckquaderung, seitlicher Rundbogendurchfahrt mit gefastem Gewände, Hauseingang mit Schulterbogenportal und kleinen Fensteröffnungen ebenfalls mit Steingewänden, im Inneren bez. 1528 (§ 2); darüber Fachwerkaufbau mit reichem Zierfachwerk mit Fenstererker im Giebeldreieck (§12), das Zierfachwerk am nördlichen Eckständer bez. 1617, wohl um 1860 Gebäude in Teilen erneuert (am Kellergewände bez. 1860) Südlich an das Wohnhaus erhaltenswerter Hausgarten anschließend. Als typischer Fachwerkbau des 16./17. Jh. und damit als eines der ältesten Wohnhäuser innerhalb der Altstadt hat das Gebäude hohen Zeugniswert. Als ehemalige Färb ist es zudem ein Dokument der historischen Berufsstruktur Bönnigheims. Geschützt nach §§ 2 und 12 DSchG |    |
| Weitere Bilder | Ehemaliger Bebenhauser-Klosterhof, heute Hotel                                                                              | Bönnigheim, Ringstraße 19 (Karte) | 1618                       | Zweigeschossiges, giebelständiges Gebäude mit Satteldach; hohes, massives Erdgeschoss, an der Südfassade mit Eckquaderung, Rundbogentoren sowie eine Steinkonsole mit Beschlagwerk und Männerbüste, darüber tlw. auskragender Fachwerkaufbau; die Nordfassade verputzt; bez. 1618 und 1620, 1981 das alte Gebäude weitgehend durch einen modernen Hotelbau ersetzt bzw. Durchbruch zum Nachbarhaus Ringstraße 21; Reste eines Turmes, lt. Mittelalter-Archäologie (1981 teilweise abgebrochen). Das heutige Gebäude hat wegen seiner erhaltenen historischen Baudetails dokumentarischen Wert für die Bautätigkeit geistlicher Grundherrn innerhalb der Ganerbenstadt. Mit seiner hoch aufragenden Giebelfassade und seinem breit gelagerten Baukörper bildet es darüber hinaus eine wichtige Raumkante an der platzartigen Aufweitung der Bechergasse. Geschützt nach § 2 DSchG |    |
| Weitere Bilder | Wohnhaus, heute sogenannte Bebenhauser Stube                                                                                | Bönnigheim, Ringstraße 21 (Karte) | 16. Jh.                    | Giebelständiges, zweigeschossiges Gebäude mit Satteldach; das Erdgeschoß massiv, verputzt mit Eckquaderung und Schulterbogenportal, darüber Fachwerbaufbau mit breiten Gefachen, über Steinkonsolen leicht auskragend; 16. Jh., um 1981 umfassend modernisiert und (Um?)-Nutzung als Gastwirtschaft samt Durchbruch zu Ringstraße 19. Wegen seines Baualters und als Bestandteil der giebelständigen Gebäudereihe zwischen Ringstraße und Bechergasse ist das Gebäude ein Dokument der frühneuzeitlichen Stadtentwicklung. Geschützt nach § 2 DSchG |    |
| Weitere Bilder | Ehemaliges Wohnstallhaus | Bönnigheim, Ringstraße 27 (Karte) | 16./17. Jh.                | In Ecklage über hohem, massivem Sockel errichtetes ehemaliges Wohnstallhaus mit verschobenem Krüppelwalmdach; das Sockelgeschoss massiv, darüber tlw. verputzter Fachwerkaufbau; im Kern 16. /17. Jahrhundert, im 20. Jh. in Teilen baulich verändert (u.a. Fensteröffnungen). Als Kopfbau im Kreuzungsbereich der Ringstraße mit der Bechergasse hat dieses Gebäude eine wichtige städtebauliche Funktion. Wegen seines Baualters und seiner gut ablesbaren, funktionalen Baustruktur ist es zudem von dokumentarischem Wert für das kleinbäuerliche Bauen innerhalb des hoch verdichteten Viertels unweit des nördlichen Stadteingangs. Geschützt nach § 2 DSchG |    |
| Weitere Bilder | Wohnhaus | Bönnigheim, Ringstraße 38 (Karte) | 17. Jh.                    | Giebelständiger, zweigeschossiger und verputzter Fachwerkbau mit Satteldach; im Norden unmittelbar über der Stadtmauer errichtet, mit hohem, massivem Erdgeschoss mit seitlicher Zufahrt, darüber Fachwerkaufsatz mit regelmäßiger, im Giebel leichte Vorstöße; im Kern 17. Jh., im 20. Jh. im Detail leicht überformt (Fassade, Fenster, Dachdeckung u.a.). Wegen seines hohen Überlieferungsgrades ist dieses Gebäude ein Zeugnis für das ackerbürgerliche Bauen im 17. Jh. Mit seiner breiten Giebelfassade bildet es zudem eine wichtige Raumkante an trichterförmigen Aufweitung des westlichen Abschnitts der Ringstraße. Geschützt nach § 2 DSchG |    |
|                | Rennweg vom Michaelsberg nach Hohenhaslach                                                                                  | Bönnigheim, Rotenberg (Karte) |                            | setzt sich auf den Gemarkungen Hohenhaslach und Cleebronn fort. Verlauf durch den Haslacher Stumpf und auf der Höhe des Rotenbergs, dort nach Osten in 2 km langen Hohlweg nach Bönnigheim abfallend Geschützt nach § 2 DSchG | BW |
|                | Fünf steinerne Zaunpfosten                                                                                                  | Bönnigheim, Schlossstraße, Flst.Nr. 63/1, 63/2, 63/5 | 18./19. Jh.                | Fünf steinerne Zaunpfosten mit profilierten Abschlüssen entlang eines erhaltenswerten, an der südlichen Stadtmauer verlaufenden Hausgartens; Pfosten 18. /19. Jahrhundert. Die Pfosten sind in ihrer zeittypischen Machart und Funktion von dokumentarischem Wert. Geschützt nach § 2 DSchG |    |
| Weitere Bilder | Scheune | Bönnigheim, Schlossstraße 8 (Karte) | 17./18. Jh.                | In Ecklage befindlicher, verputzter Fachwerkbau mit Satteldach; an der Westfassade hohes Scheunentor, über Eck leicht auskragendes Obergeschoss mit kleinen Luken mit hölzernen Läden; im Kern 17. /18. Jahrhundert, im 20. Jh. Fassade und Dach überformt. Unmittelbar nördlich davon das erhaltenswerte, zweigeschossige Wohnstallhaus anschließend, in Mischbauweise mit massivem Erd- und Fachwerkobergeschoss errichtet und verputzt, mit Satteldach; im Kern 19. Jh. oder älter mit nachträglichen Überformungen (Fassade, Fenster im OG, Dachdeckung). Wegen ihres hohen Baualters und ihrer markanten Lage an der angerartigen Aufweitung der Schloßstraße ist die Scheune ein Dokument der Stadtentwicklung des 17./18. Jh. Das dazugehörige Wohnstallhaus ist als Komplettierung der Scheune und wegen seiner gut überlieferten Gebäudestruktur erhaltenswert. Geschützt nach § 2 DSchG |    |
| Weitere Bilder | Wohnhaus | Bönnigheim, Schlossstraße 11 (Karte) | 1630                       | Verputzter Fachwerkbau in Ecklage, hölzerne Türrahmung, seitlich giebelständiger Anbau Geschützt nach § 2 DSchG |    |
| Weitere Bilder | Wohnhaus, sogenanntes Stelzenhaus                                                                                           | Bönnigheim, Schlossstraße 20 (Karte) | 17. Jh.                    | Zweigeschossiges, giebelständiges und verputztes Gebäude mit Satteldach mit historischer Dachdeckung; hohes, massives Erdgeschoss mit breiter Toreinfahrt, darüber das Fachwerkobergeschoss über profilierten Ständern (Stelzen) weit auskragend; im Kern 17. Jahrhundert, im 19. und 20. Jh. leicht überformt. Das Bauernhaus des 17. Jh. ist wegen seines Baualters und seiner funktionalen, das kleine Grundstück maximal ausnutzenden Baustruktur von exemplarischem Wert. Geschützt nach § 2 DSchG |    |
| Weitere Bilder | Scheune | Bönnigheim, Schlossstraße 23 (Karte) | 18. Jh.                    | Zwischen der Schloßstraße und der Gerbergasse, in Ecklage errichtete, große Fachwerkscheune mit Satteldach, in Teilen massiv aus Sandsteinquadern gemauert; die Fassade unverputzt, jedoch zum Teil begrünt, an beiden Gassen je eine Toreinfahrt liegend; 18. Jh. Innerhalb des klein strukturierten Viertels zwischen Stadtmauer und Pfarrkirche bildet die Fachwerkscheune eine städtebauliche Dominante. Mit ihrer überlieferten historischen Nutzungsstruktur und wegen ihres hohen Baualters ist sie ein Zeugnis der einstigen Bedeutung der Landwirtschaft für Bönnigheim. Geschützt nach § 2 DSchG |    |
| Weitere Bilder | Gasthaus zum Adler | Bönnigheim, Schlossstraße 34 (Karte) | 18. Jh.                    | In Kopflage errichtetes, zweigeschossiges und gegen die Hauptstraße hin traufständiges Gebäude mit Satteldach; in Mischbauweise mit massivem Erd- und Fachwerkobergeschoss errichtet, steinernen Tür- und Fenstergewänden, die Fassade verputzt; 18. Jahrhundert, in jüngerer Zeit modernisiert und rückwärtig um einen Anbau ergänzt (nicht Teil des Kulturdenkmals). Das in prominenter Lage schräg gegenüber des ehemaligen Schlosses und der platzartigen Aufweitung der Hauptstraße liegende Gasthof ist wegen seiner Nutzungskontinuität und seiner markanten städtebaulichen Lage von dokumentarischem Wert. Geschützt nach § 2 DSchG |    |
| Weitere Bilder | Ehemaliges Forstgefängnis, zum Schloss gehörend                                                                             | Bönnigheim, Schlossstraße 35 (Karte) | 1828                       | Schmales, in Ecklage befindliches Gebäude mit Walmdach mit historischer Dachdeckung; in Mischbauweise massiv bzw. in Fachwerk errichtet, weitgehend verputzt mit Gliederungselementen aus Naturstein und hofseitiger, verglaster und durch Stützen geteilter Loggia, diese mit balusterartiger Brüstung; 1828/1830. Als ehemaliges Forstgefängnis hat das Gebäude exemplarischen Wert. Mit seiner qualitätvollen, biedermeierzeitlichen Fassadengestalt und seinem hohen Überlieferungsgrad ist es zudem ein Zeugnis der Bauauffassung der 1. Hälfte des 19. Jh. Geschützt nach § 2 DSchG |    |
| Weitere Bilder | Ehemaliger Kavalierbau des Schlosses, später Lateinschule, heute u.a. Musikschule                                           | Bönnigheim, Schlossstraße 37 (Karte) | um 1600                    | Langgezogener Massivbau mit breitem Fachwerkzwerchhaus und über der Stadtmauer errichteter Südfassade mit Treppengiebel; Fassade verputzt und gegen den Innenhof regelmäßig durchfenstert, mittig liegender Haupteingang mit tiefem, segmentbogigem Portalgewände (Mitte 20. Jh.); das Gebäude um 1600 in Zusammenhang mit dem ehemaligen Liebensteiner Schloss (1560) errichtet, danach u.a. als Kavaliersbau des Stadionschen Schlosses genutzt und damit baulich leicht verändert. Als Bestandteil der beiden ehemaligen Schlossanlagen und damit als Herzstück des ehemaligen Liebensteiner-Viertels ist dieses Gebäude mit markantem Treppengiebel von hohem Zeugniswert für die historische Stadtgestalt und Stadtstruktur. Geschützt nach § 2 DSchG |    |
| Weitere Bilder | Gestelztes Wohnhaus | Bönnigheim, Schmale Gasse 3 (Karte) | 1529                       | Giebelständiger, zweigeschossiger Fachwerkbau mit massivem, verputztem Erdgeschoss (ehem. Ökonomie) mit Steingewändefenster und gefastem Rundbogenportal; das Fachwerk mit breiten Gefachen und Fenstererker im Stubenbereich; errichtet 1529, umgebaut 1587, 1986 umfangreich saniert. Das ehemalige gestelzte Wohnstallhaus ist ein Dokument des gehobenen ackerbürgerlichen Bauens im ausgehenden Mittelalter. Geschützt nach § 2 DSchG |    |
| Weitere Bilder | Wohnhaus | Bönnigheim, Schmale Gasse 10 (Karte) | 1848                       | In Ecklage zur Weinstraße errichteter und verputzter Fachwerkbau mit Satteldach (Nr. 10); das massive Erdgeschoss mit ehem. Stallteil, darüber das Wohngeschoss liegend mit giebelseitigem Vorstoß; bez. 1848 im Kern älter, im 20. Jh. leicht überformt (Fassade, Fenster, Dach u.a.) Geschützt nach § 2 DSchG |    |
|                | Scheune | Bönnigheim, Schmale Gasse 10a, zu Schmale Gasse 10 zugehörig (Karte) | 18. Jh.                    | Die östlich and Hs. Nr. 10 anschließende, traufseitig stehende, verputzte Fachwerkscheune (Hs. Nr. 10a) mit Satteldach; gegen die Gasse rundbogiger Kellerzugang; 18. Jahrhundert mit jüngeren Überformungen. Wegen des hohen Überlieferungsgrades und dem markanten Standort im Kreuzungsbereich Schmale Gasse-Weinstraße kommt diesen beiden Gebäuden dokumentarischer Wert für die einstige Bedeutung der Landwirtschaft aber auch für den Fachwerkbau des 17./18. Jh. zu. Geschützt nach § 2 DSchG |    |
| Weitere Bilder | Gestelztes Wohnstallhaus | Bönnigheim, Schmale Gasse 11 (Karte) | 17. Jh.                    | Freistehendes, gestelztes Wohnstallhaus in Ecklage zur Weinstraße, zweigeschossig mit massivem Erdgeschoss und Fachwerkaufsatz, Satteldach; einfache Putzfassade mit Rundbogenportal; im Kern 17. Jh., nachträglich wohl um eine Achse in südliche Richtung erweitert bzw. der westliche Gebäudeteil (mit hofseitigem Zwerchhaus) weitgehend erneuert. Als gestelztes Wohnstallhaus des 17. Jh. mit gut überlieferten Baugestalt kommt diesem Gebäude hoher Zeugniswert für die bäuerliche Bautradition innerhalb der Stadt Bönnigheim zu. Als wichtige Raumkante im Kreuzungsbereich der Weinstraße mit der Schmalen Gasse hat es zudem eine wichtige städtebauliche Funktion. Geschützt nach § 2 DSchG |    |
| Weitere Bilder | Scheune | Bönnigheim, Schneckentor 1 (Karte) | 17./18. Jh.                | Kleiner, unmittelbar an der östlichen Stadtmauer errichteter Massivbau mit teilweise spitzem, verzogenem Dach und Fachwerkgiebel; im Kern 17. /18. Jahrhundert, um die Mitte des 19. Jh. in östliche Richtung, über die Mauer hinaus baulich erweitert. Der kleine Zweckbau ist ein Dokument des Baudrucks innerhalb der neuzeitlichen Stadtanlage und gleichzeitig ein Spiegel der jüngeren Stadtentwicklung, mit ihrer schrittweisen Überbauung der ehemaligen Grabenbereiche. Geschützt nach § 2 DSchG |    |
|                | Jüdischer Friedhof | Bönnigheim, Seeberg (Karte) | 1811                       | Geschützt nach § 2 DSchG | BW |
| Weitere Bilder | Ziegelhütte | Bönnigheim, Seestraße 4 (Karte) | 1588                       | Fachwerkgiebel der Ziegelei, in Neubau integriert Geschützt nach §§ 2 (Bauteil) DSchG |    |
|                | Backsteinbrunnen | Bönnigheim, bei Seestraße 4 (Karte) | um 1935                    | Mit Traubenrelief und Vierecktrog Geschützt nach § 2 DSchG | BW |
|                | Altertum | Bönnigheim, Steinbachtal (Karte) | um 1810                    | Hoher Scherben- und Plättchenbau in Form einer fünfteilig gegliederten Krone, errichtet von König Friedrich I von Württemberg Geschützt nach § 2 DSchG | BW |
|                | Königssitz | Bönnigheim, Steinbachtal (Karte) | um 1810                    | Halbkreisförmige Bruchsteinbank, errichtet von König Friedrich I von Württemberg Geschützt nach § 2 DSchG | BW |
| Weitere Bilder | Backhaus | Bönnigheim, Weinstraße 2 (Karte) | 1828                       | In Ecklage am Eingang zum ehem. Meiereihof liegender, kleiner, eingeschossiger und giebelseitig erschlossener Quaderbau mit Satteldach; die Fassade bis auf den Giebel unverputzt mit stark profiliertem Traufgesims; bez. 1828 und 1928. Das Backhaus hat wegen seiner Sonderfunktion exemplarischen Wert, gleichzeitig spiegelt sich darin die bis ins 20. Jh. anhaltende Bedeutung von Gemeinschaftsbackhäusern als wichtiger Versorgungs- und Kommunikationsort in der Stadt. Geschützt nach § 2 DSchG |    |
| Weitere Bilder | Ehemalige Zehntscheuer | Bönnigheim, Weinstraße 6 (Karte) |                            | Zur Sachgesamtheit ehem. Meiereihof der Kirche auf dem Michaelsberg gehörend, Kern um 1100: Meiereihof 2, 3, 4, 5, 6, 7, Schmale Gasse 7, 9, Weinstraße 6, 8. Traufständiges Gebäude mit Krüppelwalmdach; teils massiv in Bruchstein, teils in Fachwerk errichtet; Fassade gegen die Weinstraße kaum durchfenstert, hier ein Nischeneingang liegend, Fassade gegen den Innenhof fachwerksichtig, hier korbbogiges Scheunentor und jüngerer Anbau mit giebelseitigem Kellerzugang; Scheune im Kern 1479/80(d), jüngst in Teilen modernisiert (u.a. Dachdeckung). Das Gebäude bildet eine wichtige Raumkante innerhalb des ehemaligen Meiereihofes aus. Wegen ihrer einstigen Sonderfunktion als Zehntscheune und wegen ihres hohen Überlieferungsgrades kommt ihr hoher Zeugniswert für die Stadtgeschichte zu. Geschützt nach §§ 28 (Sachgesamtheit) DSchG |    |
|                | Gaswerk | Bönnigheim, Werkstraße 1 (Karte) | 1907                       | Giebelständiger Backstein-/Putzbau mit niedrigen Anbauten, Lisenengliederung, Ziergiebel Geschützt nach § 2 DSchG | BW |

### Hofen
| Bild           | Bezeichnung                 | Lage                                      | Datierung         | Beschreibung              | ID |
| -------------- | --------------------------- | ----------------------------------------- | ----------------- | ------------------------- | -- |
|                | Pumpbrunnen                 | Hofen, bei Löchgauer Straße 1             | 19. Jh.           | Geschützt nach § 2 DSchG  |    |
|                | Türsturz                    | Hofen, Pfarrstraße 1 (Karte)              | 1802              | Geschützt nach § 2 DSchG  |    |
|                | Fachwerkbau                 | Hofen, Pfarrstraße 9 (Karte)              | 1728              | Geschützt nach § 2 DSchG  | BW |
|                | Pfarrscheune                | Hofen, Pfarrstraße 16 (Karte)             | 1783              | Geschützt nach § 2 DSchG  |    |
|                | Pfarrhaus                   | Hofen, Pfarrstraße 18 (Karte)             | 1613              | Geschützt nach § 28 DSchG |    |
| Weitere Bilder | Ev. Pfarrkirche St. Ottilia | Hofen, Pfarrstraße 20 (Karte)             | 2. Hälfte 13. Jh. | Geschützt nach § 28 DSchG |    |
|                | Gestelztes Wohnstallhaus    | Hofen, Pfarrstraße 23 (Karte)             | 1786              | Geschützt nach § 2 DSchG  |    |
|                | Massivscheuer               | Hofen, Pfarrstraße 24 (Karte)             | 18. Jh.           | Geschützt nach § 2 DSchG  |    |
|                | Kelter                      | Hofen, Schulbrunnenstraße 8 (Karte)       | 1622              | Geschützt nach § 28 DSchG |    |
|                | Ehem. Rathaus               | Hofen, Schulbrunnenstraße 10 (Karte)      | 1784              | Geschützt nach § 2 DSchG  |    |
|                | Bäuerliches Wohnhaus        | Hofen, Schulbrunnenstraße 16 (Karte)      | 1733              | Geschützt nach § 2 DSchG  |    |
|                | Massivscheune               | Hofen, Schulbrunnenstraße 18 (Karte)      | 18. Jh.           | Geschützt nach § 2 DSchG  |    |
|                | Massivscheune               | Hofen, Schulbrunnenstraße 20 (Karte)      | 18. Jh.           | Geschützt nach § 2 DSchG  |    |
|                | Ehem. Schule                | Hofen, Schulbrunnenstraße 23,23/1 (Karte) | 1. Hälfte 18. Jh. | Geschützt nach § 2 DSchG  |    |
|                | Türsturz                    | Hofen, Schulbrunnenstraße 31 (Karte)      | 1799              | Geschützt nach § 2 DSchG  |    |
|                | Zwei Ofenfüße               | Hofen, Traminerstraße 10                  | 18./19. Jh.       | Geschützt nach § 2 DSchG  |    |

### Hohenstein
| Bild           | Bezeichnung              | Lage                                          | Datierung   | Beschreibung              | ID |
| -------------- | ------------------------ | --------------------------------------------- | ----------- | ------------------------- | -- |
|                | Bruchsteinquader-Scheune | Hohenstein, Brunnenstraße 20, 22 (Karte)      | 18. Jh.     | Geschützt nach § 2 DSchG  |    |
|                | Wohnhaus                 | Hohenstein, Brunnenstraße 24 (Karte)          | 17. Jh.     | Geschützt nach § 2 DSchG  |    |
|                | Wohnhaus                 | Hohenstein, Kirchheimer Straße 136 (Karte)    | 1790        | Geschützt nach § 2 DSchG  |    |
| Weitere Bilder | Ev. Kirche               | Hohenstein, Kirchheimer Straße 143 (Karte)    | 13./14. Jh. | Geschützt nach § 28 DSchG |    |
|                | Mühle                    | Hohenstein, Mittlere Straße 4 (Karte)         | 1603        | Geschützt nach § 2 DSchG  |    |
|                | Backhaus                 | Hohenstein, Mittlere Straße 10 (Karte)        | 1824        | Geschützt nach § 2 DSchG  | BW |
|                | Einhaus                  | Hohenstein, Mittlere Straße 11 (Karte)        | 1790        | Geschützt nach § 2 DSchG  |    |
|                | Hofanlage                | Hohenstein, Mittlere Straße 16, 16/1 (Karte)  | 1765        | Geschützt nach § 2 DSchG  |    |
|                | ehem. Schulhaus          | Hohenstein, Mittlere Straße 17 (Karte)        | 1789        | Geschützt nach § 2 DSchG  |    |
|                | Fachwerkscheuer          | Hohenstein, Mittlere Straße 18 (Karte)        | 18. Jh.     | Geschützt nach § 2 DSchG  |    |
|                | ehem. Meiereigebäude     | Hohenstein, Mittlere Straße 30 (Karte)        | 1593        | Geschützt nach § 2 DSchG  |    |
|                | ehem. Kelter             | Hohenstein, Mittlere Straße 36 (Karte)        | 17./18. Jh. | Geschützt nach § 2 DSchG  |    |
|                | Gefängnisturm            | Hohenstein, hinter Mittlere Straße 36 (Karte) | 17. Jh.     | Geschützt nach § 2 DSchG  |    |
|                | Wohnhaus                 | Hohenstein, Mittlere Straße 40 (Karte)        | 17./18. Jh. | Geschützt nach § 2 DSchG  |    |
|                | Wohnhaus                 | Hohenstein, Mittlere Straße 42 (Karte)        | 17. Jh.     | Geschützt nach § 2 DSchG  |    |
|                | Wohnhaus                 | Hohenstein, Mittlere Straße 44 (Karte)        | 1728        | Geschützt nach § 2 DSchG  |    |
|                | Schloss Hohenstein       | Hohenstein, Schloss Hohenstein 1 (Karte)      | Kern 1593   | Geschützt nach § 28 DSchG |    |
|                | Fachwerkscheune          | Hohenstein, Schlosssteige 7 (Karte)           | 1706        | Geschützt nach § 2 DSchG  |    |